# Norma Lazareno
Norma Marina del Villar Silva (Ciudad de México, 5 de noviembre de 1939), conocida como Norma Lazareno, es una actriz mexicana. 
Entre sus trabajos más destacados se encuentra su participación en las películas Hasta el viento tiene miedo (1968), María Isabel (1968), La horripilante bestia humana (1969), El libro de piedra (1969), La muñeca perversa (1969), Fray Don Juan (1970), Tampico (1971), y Las tres tumbas (1980). También sobresalió por haber prestado su voz para doblar a la actriz austriaca Irán Eory, en la película Rubí (1970). 
Sus constantes apariciones en películas de terror mexicanas la establecieron como una reina del grito, una de las pocas actrices mexicanas asociadas a dicha terminología.

## Biografía y carrera

### Primeros años e inicios
Norma Marina del Villar Silva nació el 5 de noviembre de 1939 en Ciudad de México, siendo hija de Arnulfo del Villar y Francisca Silva. Persiguiendo una carrera como actriz, comenzó a estudiar actuación en la escuela de la Asociación Nacional de Actores (ANDA). 
En 1953, hizo su debut actoral apareciendo con un papel secundario en la película Maldita ciudad (un drama cómico), estrenada en 1954. Iniciando su carrera como actriz infantil durante el transcurso de la Época de Oro del cine mexicano, realizó otra cinta durante dicho periodo antes de su conclusión, interviniendo en Juventud desenfrenada de 1956. 

### Consagración actoral
A pesar de haber realizado dos filmes en la Época de Oro, su reconocimiento en el mundo de la actuación se fue dando a paso lento. No fue sino hasta finales de la década de los sesenta que comenzó a adquirir reconocimiento entre el público, esto gracias a sus apariciones películas de terror como Hasta el viento tiene miedo (1968), La horripilante bestia humana (1969), El libro de piedra (1969), y La muñeca perversa (1969). Dichas producciones consagraron su carrera, y gracias a ellas se convirtió en una de las pocas reinas del grito mexicanas, un término utilizado para identificar a las actrices asociadas al cine de terror.

### Lucha personal y vida posterior
Alrededor del año 1978, contrajo matrimonio con el actor y comediante Pablo Ferrel. Juntos compartieron la misma casa los primeros 21 años y los últimos 24, tiempo en el que procrearon a su único retoño, una hija a la que bautizaron como Paulina Lazareno. Esta última, al igual que sus padres, también se convirtió en actriz. El 28 de junio de 1997, Paulina falleció a los 19 años de edad, en un accidente automovilístico. Luego de la repentina muerte de su hija, Ferrel y Norma decidieron continuar casados, pero separados, cada quien viviendo en su propia casa. La ruptura entre ambos se debió principalmente a la etapa de duelo en que la actriz entró tras perder a su única hija, declarando que no permitía ni siquiera que le dieran un abrazo. Añadió que a su esposo le llegó a comentar lo siguiente en torno a la separación: «yo no soy buena compañía, yo no te puedo consolar, al contrario, te estoy causando un problema por mi actitud, mi estrés, mi sufrimiento. Vamos a separarnos».
Tiempo después, Ferrel le confesó que tenía una hija llamada Camila, a quien engendró con otra mujer, con la que nunca llegó a vivir, ni a casarse. Él se hizo cargo de la niña y Norma por otra parte se convirtió en su madrina de 15 años, y se hizo amiga de la madre de la misma, confesando que tenían una amistad a larga distancia.
En 2019, comentó que nunca tuvo interés en participar en el cine de ficheras por su baja calidad y porque no contrataban actrices, sino vedettes, además de añadir que solo Bellas de noche de 1975, fue la única buena producción que se hizo en el periodo de las ficheras.

## Premios

### Premios ACE
| Año  | Categoría               |
| ---- | ----------------------- |
| 2008 | Trayectoria profesional |

### Premios ACPT
| Año  | Categoría           | Trabajo nominado   | Resultado |
| ---- | ------------------- | ------------------ | --------- |
| 2008 | Coactriz en Comedia | Adorables Enemigas | Ganadora  |

### Diosas de Plata
| Año  | Categoría                      | Trabajo nominado | Resultado |
| ---- | ------------------------------ | ---------------- | --------- |
| 2009 | Mejor papel de cuadro femenino | El estudiante    | Ganadora  |